# (100612) 1997 SL25
1997 أس أل 25 (ويعرف أيضًا باسم (100612) 1997 أس أل 25 وفق تسمية الكوكب الصغير) (بالإنجليزية: 1997 SL25)‏ هو كويكب ضمن حزام الكويكبات؛ وترتيبه 100612 من حيث الاكتشاف.
اكتُشف هذا الجُرم الفلكي بواسطة تاكيشي أوراتا ‏ في 29 سبتمبر 1997.

## وصلات خارجية
- (100612) 1997 SL25 في قاعدة بيانات مختبر الدفع النفاث لأجرام النظام الشمسي الصغيرة

- الاكتشاف · مخطط المدار ·  العناصر المدارية · المعلمات المادية

- (100612) 1997 SL25 على موقع ويكي سكاي: DSS2, SDSS, GALEX, IRAS, Hydrogen α, X-Ray, Astrophoto, Sky Map, Articles and images